# Conus transkeiensis
Espèce
Conus transkeiensis est une espèce de mollusques gastéropodes marins de la famille des Conidae.
Comme toutes les espèces du genre Conus, ces escargots sont prédateurs et venimeux. Ils sont capables de « piquer » les humains et doivent donc être manipulés avec précaution, voire pas du tout.

## Taxonomie

### Publication originale
L'espèce Conus transkeiensis a été décrite pour la première fois en 1998 par le malacologiste allemand Werner Korn.

### Synonymes
- Conus pictus transkeiensis Korn, 1998, non accepté (original rank)
- Dendroconus pictus f. transkeiensis (Korn, 1998), non accepté
- Pictoconus transkeianus [sic], non accepté
- Pictoconus transkeiensis (Korn, 1998), appellation alternative
- Sciteconus pictus transkeiensis (Korn, 1998), non accepté